# Schalbach
Schalbach és un municipi francès, situat al departament del Mosel·la i a la regió del Gran Est. L'any 2007 tenia 306 habitants.

## Demografia

### Població
El 2007 la població de fet de Schalbach era de 306 persones. Hi havia 114 famílies, de les quals 28 eren unipersonals (16 homes vivint sols i 12 dones vivint soles), 45 parelles sense fills i 41 parelles amb fills.
La població ha evolucionat segons el següent gràfic:
Habitants censats

### Habitatges
El 2007 hi havia 143 habitatges, 123 eren l'habitatge principal de la família, 5 eren segones residències i 15 estaven desocupats. 136 eren cases i 7 eren apartaments. Dels 123 habitatges principals, 109 estaven ocupats pels seus propietaris i 13 estaven llogats i ocupats pels llogaters; 2 tenien dues cambres, 7 en tenien tres, 20 en tenien quatre i 94 en tenien cinc o més. 105 habitatges disposaven pel capbaix d'una plaça de pàrquing. A 62 habitatges hi havia un automòbil i a 54 n'hi havia dos o més.

### Piràmide de població
La piràmide de població per edats i sexe el 2009 era:
| Homes | Edats   | Dones |
| ----- | ------- | ----- |
| 0     | 95 o +  | 0     |
| 0     | 90 a 94 | 0     |
| 0     | 85 a 89 | 8     |
| 4     | 80 a 84 | 4     |
| 0     | 75 a 79 | 28    |
| 0     | 70 a 74 | 0     |
| 12    | 65 a 69 | 4     |
| 20    | 60 a 64 | 8     |
| 12    | 55 a 59 | 8     |
| 4     | 50 a 54 | 12    |
| 12    | 45 a 49 | 12    |
| 16    | 40 a 44 | 8     |
| 0     | 35 a 39 | 16    |
| 12    | 30 a 34 | 4     |
| 8     | 25 a 29 | 8     |
| 0     | 20 a 24 | 4     |
| 0     | 15 a 19 | 8     |
| 12    | 10 a 14 | 8     |
| 4     | 5 a 9   | 16    |
| 12    | 0 a 4   | 0     |

## Economia
El 2007 la població en edat de treballar era de 197 persones, 140 eren actives i 57 eren inactives. De les 140 persones actives 137 estaven ocupades (68 homes i 69 dones) i 3 estaven aturades (3 homes). De les 57 persones inactives 23 estaven jubilades, 14 estaven estudiant i 20 estaven classificades com a «altres inactius».

### Ingressos
El 2009 a Schalbach hi havia 117 unitats fiscals que integraven 290,5 persones, la mediana anual d'ingressos fiscals per persona era de 18.728 €.

### Activitats econòmiques
Dels 7 establiments que hi havia el 2007, 1 era d'una empresa de fabricació d'altres productes industrials, 3 d'empreses de construcció, 1 d'una empresa d'informació i comunicació, 1 d'una entitat de l'administració pública i 1 d'una empresa classificada com a «altres activitats de serveis».
Dels 3 establiments de servei als particulars que hi havia el 2009, 1 era un guixaire pintor i 2 electricistes.
L'any 2000 a Schalbach hi havia 14 explotacions agrícoles que ocupaven un total de 1.188 hectàrees.

## Equipaments sanitaris i escolars
El 2009 hi havia una escola elemental integrada dins d'un grup escolar amb les comunes properes formant una escola dispersa.

## Poblacions més properes
El següent diagrama mostra les poblacions més properes.